# Bunul Păstor

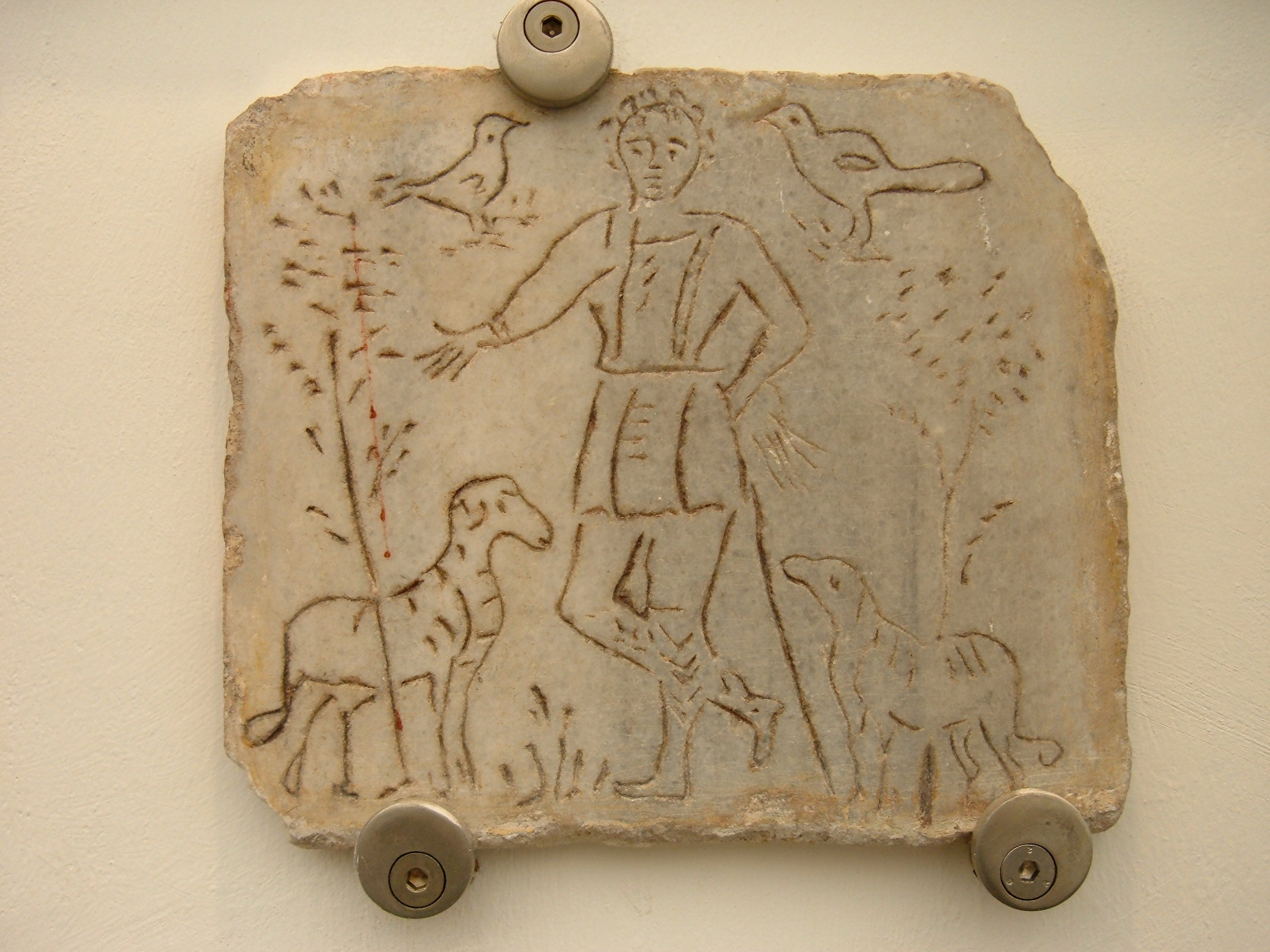
Păstorul cel Bun, reprezentare din sec. al IV-lea, Muzeul din Termele lui Dioclețian, Roma

Bunul Păstor (în latină pastor bonus, în greacă ὁ ποιμὴν ὁ καλός, transliterat: ho poimèn ho kalós) este una din temele iconografice cele mai vechi din creștinism. Primele reprezentări ale lui Isus din Nazaret ca bun păstor datează din secolele 2-3.

## Galerie de imagini

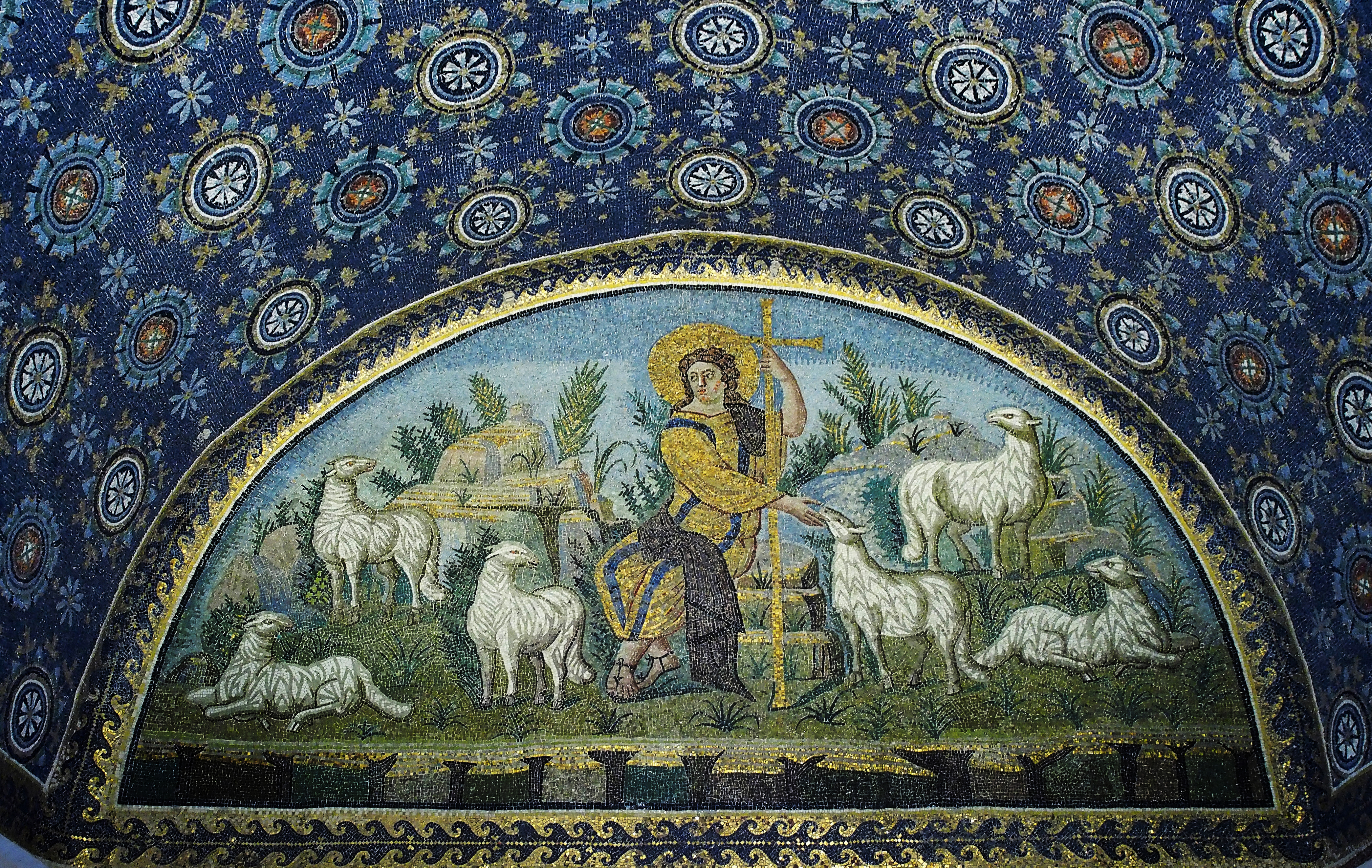
Isus, Păstorul cel Bun, mozaic, Mausoleul Gallei Placidia, Ravenna, sec. al V-lea
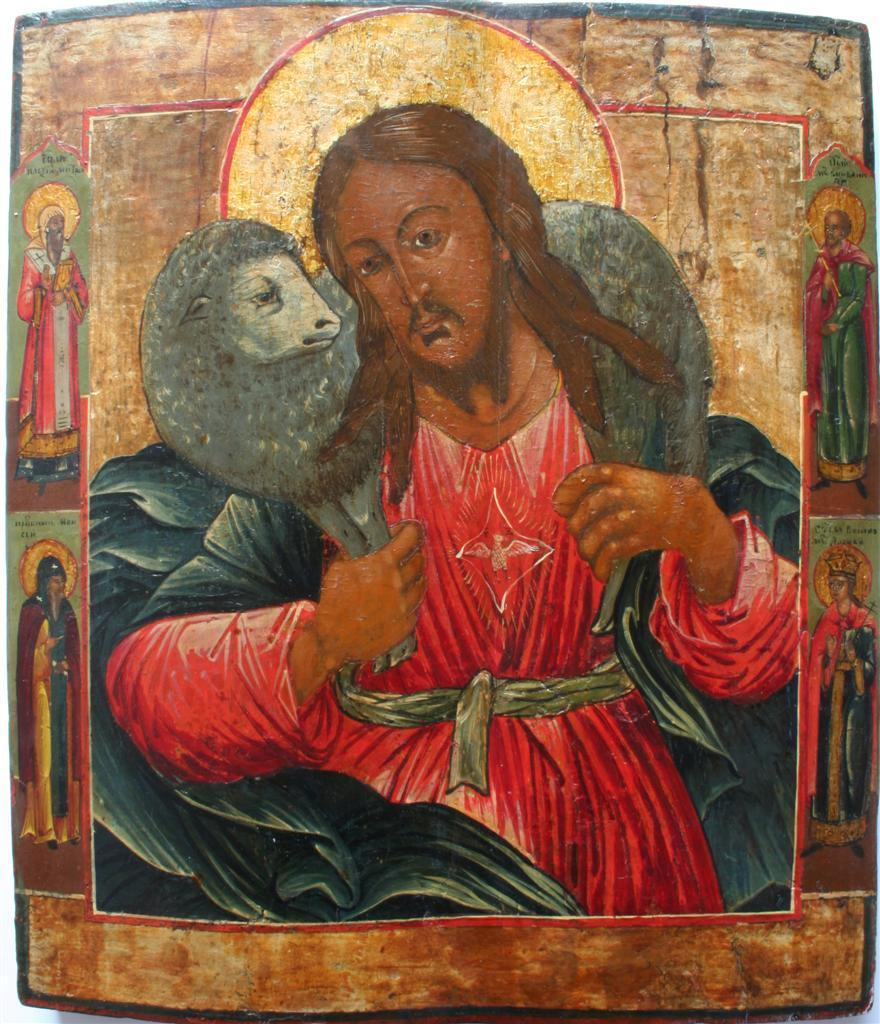
Icoană rusă, sec. al XIX-lea